# Neeme Järvi
Neeme Järvi (Tallinn, 7 juni 1937) is een Ests dirigent. Sinds 1987 is hij Amerikaans staatsburger. Van 2005 tot 2012 was hij chef-dirigent van onder meer het Residentie Orkest in Den Haag.

## Levensloop
Järvi begon zijn opleiding aan het conservatorium van Tallinn en zette deze voort aan het Staatsconservatorium te Sint-Petersburg (toen Leningrad). Hij rondde zijn studie daar in 1960 af. In dat jaar trad hij in dienst bij het Radio-Symfonieorkest van Estland (thans het Nationaal Symfonieorkest van Estland, ERSO), waarvan hij van 1963 tot 1979 chef-dirigent en artistiek directeur was. In 1963 werd hij ook chef-dirigent van het Staats-Academisch Opera- en Ballettheater van de Estse SSR (thans de Estse Nationale Opera), waaraan hij tot 1975 verbonden bleef. Verder was hij medeoprichter en artistiek leider van het Ests Radio-Kamerorkest.
In de voormalige Sovjet-Unie trad hij op als gastdirigent bij de grote orkesten van Moskou en Leningrad en introduceerde hij opera's als Der Rosenkavalier van Richard Strauss en Porgy and Bess van George Gershwin. In 1979 dirigeerde hij Jevgeni Onegin van Pjotr Iljitsj Tsjaikovski in de Metropolitan Opera in New York.
In januari 1980 emigreerde Järvi met zijn familie naar de Verenigde Staten. Hij dirigeerde er al spoedig vooraanstaande orkesten als de New York Philharmonic, het Philadelphia Orchestra, het San Francisco Symphony Orchestra en het Cincinnati Symphony Orchestra. In 1982 werd hij chef-dirigent van het Göteborg Symfonie Orkest in Zweden, een functie die hij tot 2004 heeft bekleed. Sindsdien heeft hij de titel van 'dirigent emeritus' van dit orkest. Eveneens werd hij in 1984 chef-dirigent van het Royal Scottish National Orchestra. Vanwege zijn verdiensten voor dit orkest werd hij in 1990 eredoctor van de Universiteit van Aberdeen en ook eredirigent voor het leven.
Van 1990 tot 2005 was hij ook muzikaal directeur van het Detroit Symphony Orchestra, waarvan hij daarna 'chef-emeritus' werd. Hij is ook eerste gastdirigent bij het Philharmonisch Orkest van Japan. Sinds 2000 organiseert hij regelmatig masterclasses in de Estse stad Pärnu. Järvi was van 2005 tot 2009 chef-dirigent van het New Jersey Symphony Orchestra (NJSO), waar hij daarna de positie kreeg van artistiek adviseur en eredirigent. Van 2005 tot 2011 was Neeme Järvi ook chef-dirigent van het Residentie Orkest in Den Haag als opvolger van Jaap van Zweden. 
In 2010 keerde Järvi na 30 jaar als chef-dirigent terug bij het orkest waar hij zijn carrière in 1963 begon: het Nationaal Symfonieorkest van Estland (Eesti Riiklik Sümfooniaorkester). Hij tekende er voor drie jaar. In september 2010 werd Järvi tevens benoemd tot chef-dirigent van het Orchestre de la Suisse Romande in Genève, waar hij bleef tot 2015. In feite nam hij de leiding al in januari 2011 over van Marek Janowski.
Neeme Järvi behoort wereldwijd tot de bekendste Esten en is een van de dirigenten met de meeste cd-opnames. Met verschillende orkesten uit de hele wereld heeft hij ruim 400 cd's opgenomen. Daarbij heeft hij zich in het bijzonder ingezet voor onbekend symfonisch repertoire. Hij was een onvermoeibaar pleitbezorger voor het werk van Eduard Tubin. Järvi heeft een lange lijst van prijzen en onderscheidingen.

## Persoonlijk
Met zijn echtgenote Liilia heeft Neeme Järvi drie kinderen: de dirigenten Paavo (1962) en Kristjan Järvi (1972) en de fluitiste Maarika Järvi (1964).